# Franconio meridional
El fráncico o franconio meridional (en alemán Südfränkisch; a veces denominado fráncico renano meridional, en alemán Süd-Rheinfränkisch) es un dialecto del alto franconio que se habla en la parte más septentrional del estado alemán de Baden-Württemberg, en los alrededores de Karlsruhe, Mösbach y Heilbronn, y en la zona de Wissembourg, en el norte de Alsacia (Francia). Al igual que el franconio oriental, se trata de un dialecto de transición que combina elementos de las lenguas altogermánicas centrales y superiores.
Esta variedad se habla en la zona de transición entre el franconio renano (dialectos hessiano y palatino) al norte y el alemánico (bajo alemánico y suabo) al sur. El franconio meridional es una de las variedades altogermánicas con menor número de hablantes. Hay expertos que no consideran al franconio meridional como un dialecto diferenciado, por lo que su estatus es discutido.

## Características
Es típica de la fonología del franconio meridional la pérdida de sonidos finales después de vocales y consonantes nasales, como Wage ("coche") Hemm ("camisa"), Kinner ("niños") en lugar del alemán estándar Wagen, Hemd y Kinder. Los sonidos que en alemánico se pronuncian como ai, en franconio meridional se pronuncian como oi.
Los determinantes der, die y das del alemán estándar se acortan a de,  d'  y  's . Por ejemplo: de Mann ("el hombre"),  d'  Fraa ("la mujer") y  's  Kind ("el niño").
Dos frases conocidas en franconio meridional son Zwoi woiche Oier en oinere Roih ("Dos huevos blandos en una fila", en alemán estándar Zwei weiche Eier in einer Reihe) y Die Kinner halte die Äpfel fescht ("Los niños agarran las manzanas", en franconio oriental Die Kinner halten die Äpfel fest, en alemán estándar Die Kinder halten die Äpfel fest).

## Isoglosas y dialectos vecinos

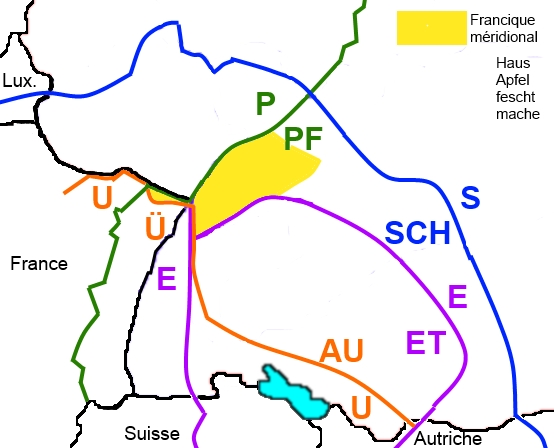
Isoglosas que determinan las características lingüísticas del fráncico meridional (en amarillo)

El fráncico meridional limita al norte con el hessiano, al noroeste con el palatino, al este con el fráncico oriental, al sur con el suabo y al suroeste con el alsaciano bajo alemánico.
Tradicionalmente, los subgrupos dialectales del alemán se definen por isoglosas muy conocidas en el conjunto del espacio germanófono y basadas esencialmente en la fonología y la gramática. En el caso del fráncico meridional, han de citarse las isoglosas p/pf, u/au, sch/s y la terminación del plural en el presente del indicativo e/t.
1. El fráncico meridional está al norte de la línea Hus-Haus ("casa"). Hus o Hüs es la forma del alemánico alsaciano o badense, pero también del fráncico renano lorenés. Es lo que se llama diptongación bávara. Los dialectos de este grupo de transición han adoptado el diptongo au, mientras que el alemánico y el renano lorenés han conservado el monoptongo del alemán medieval.
2. El fráncico meridional está al oeste de la línea mache-machet ("hacer" en las personas del plural) típico del suabo. En este sentido, comparte la misma conjugación que el alemánico y el fráncico renano.
3. El fráncico meridional se diferencia del fráncico oriental porque está al oeste de la línea fest-fescht ("fijo"). Este hecho lo relaciona con la gran cuenca de los dialectos occidentales, que pronuncian la "s" combinada con otra consonante en mitad de palabra ("t", "p"...) como "sch". Así, "hermana" es Schwester al este de dicha línea y pasa a Schweschter al oeste.
4. El fráncico meridional se diferencia de su familia fráncica renana porque está al sur de la llamada línea de Espira o línea p/pf, que separa los dialectos que pronuncian "p" (al norte) de los que pronuncian "pf" (al sur) en Apfel ("manzana"). La pronunciación en "p" (Appel) es de hecho la principal característica de los dialectos fráncicos renanos, moselanos y ripuarios del alemán central. Esta última característica fonética es la que relaciona el fráncico meridional con el alto alemán superior.

## El fráncico meridional en Alsacia

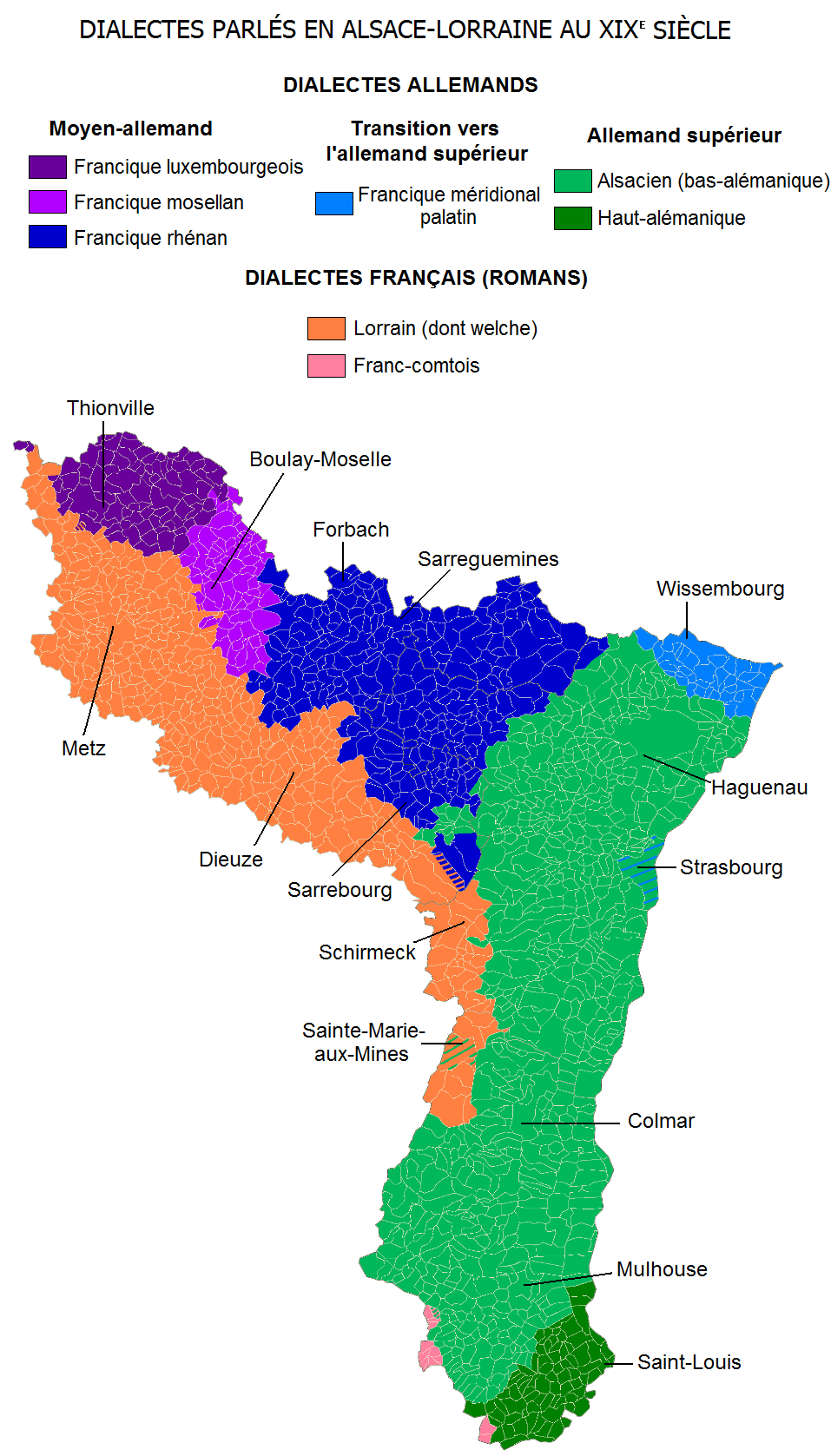
Lenguas de Alsacia-Lorena. En azul claro, el fráncico meridional

Por razones históricas, el fráncico meridional ha subsistido en una zona geográfica muy limitada del norte de Alsacia (Francia). Esta zona se sitúa al norte del Seltzbach y constituye una franja que se extiende desde Seltz hasta el Mosela. Hay que destacar que ciertos pueblos se encuentran en una zona de transición donde confluyen las versiones alemánica y fráncica del alsaciano. En estos municipios no es raro observar una alternancia del código lingüístico en función del origen geográfico y del lugar de trabajo del hablante. En el enclave lingüístico de Mothern se conserva una versión ligeramente arcaizante del fráncico meridional, sensiblemente diferente de los dialectos cercanos. La población de más edad de este municipio mantiene una intercomprensión casi total con los hablantes de la otra orilla del Rin.
Como se puede observar en el mapa, la zona del fráncico meridional representa una pequeña parte del norte de Alsacia, que conserva su especificidad tanto frente a los alsacianos alemánicos (sobre todo por el sistema vocálico), como respecto a la región vecina de Lorena, donde se habla el fráncico renano (por el sistema vocálico, pero también por la isoglosa p/pf).